# Châu Phong, An Giang
Châu Phong là một xã thuộc thị xã Tân Châu, tỉnh An Giang, Việt Nam.

## Địa lý

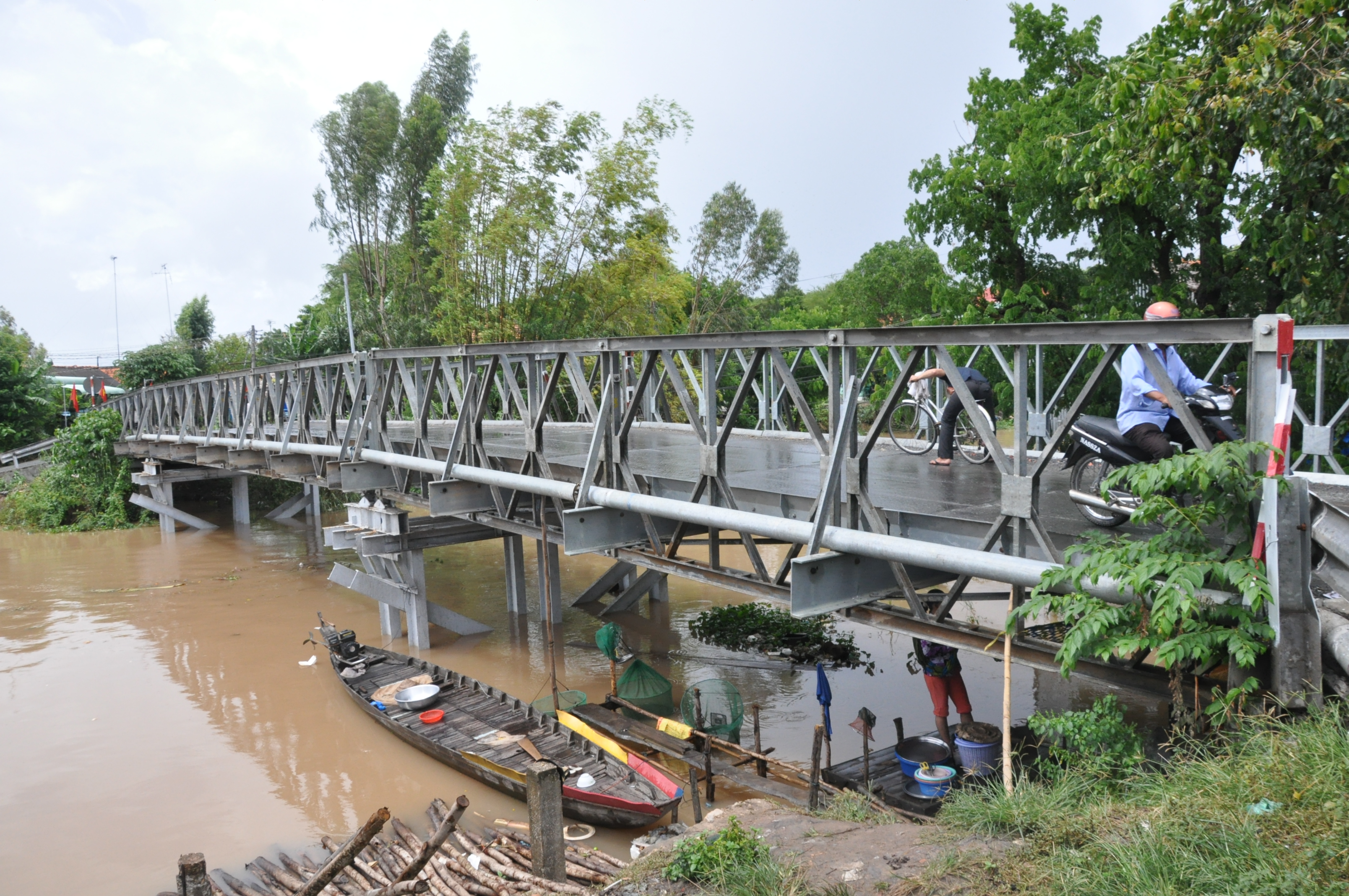
Một cây cầu ở xã Châu Phong

Xã Châu Phong nằm ở phía tây thị xã Tân Châu, có vị trí địa lý:
- Phía đông giáp các xã Lê Chánh và Long An
- Phía tây giáp huyện An Phú
- Phía nam giáp thành phố Châu Đốc và huyện Phú Tân
- Phía bắc giáp huyện An Phú và xã Tân An.

Xã có diện tích 22,13 km², dân số năm 2019 là 19.119 người, mật độ dân số đạt 864 người/km².
Ngoài người Kinh, xã Châu Phong có đông đảo người Chăm sinh sống tại các ấp Phũm Xoài, Châu Giang.

## Hành chính
Xã Châu Phong được chia thành 8 ấp: Châu Giang, Hòa Long, Hòa Thạnh, Phũm Soài, Vĩnh Tường 1, Vĩnh Tường 2, Vĩnh Lợi 1 và Vĩnh Lợi 2.

## Lịch sử
Sau năm 1975, Châu Phong là một xã thuộc huyện Phú Châu.
Ngày 12 tháng 1 năm 1984, Hội đồng Bộ trưởng ban hành Quyết định số 8-HĐBT. Theo đó, tách ấp Vĩnh Thạnh của xã Châu Phong và ấp Phú Hữu của xã Phú Vĩnh để thành lập xã Lê Chánh.
Ngày 13 tháng 11 năm 1991, huyện Phú Châu được chia lại thành hai huyện An Phú và Tân Châu, xã Châu Phong thuộc huyện Tân Châu.
Ngày 24 tháng 8 năm 2009, Chính phủ ban hành Nghị quyết số 40/NQ-CP. Theo đó, điều chỉnh 364 ha diện tích tự nhiên và 9.072 người của xã Phú Hiệp thuộc huyện Phú Tân về xã Châu Phong quản lý; đồng thời chuyển huyện Tân Châu thành thị xã Tân Châu.
Sau khi điều chỉnh địa giới hành chính, xã Châu Phong có 2.143 ha diện tích tự nhiên và 26.351 người.